# Affaire Solar

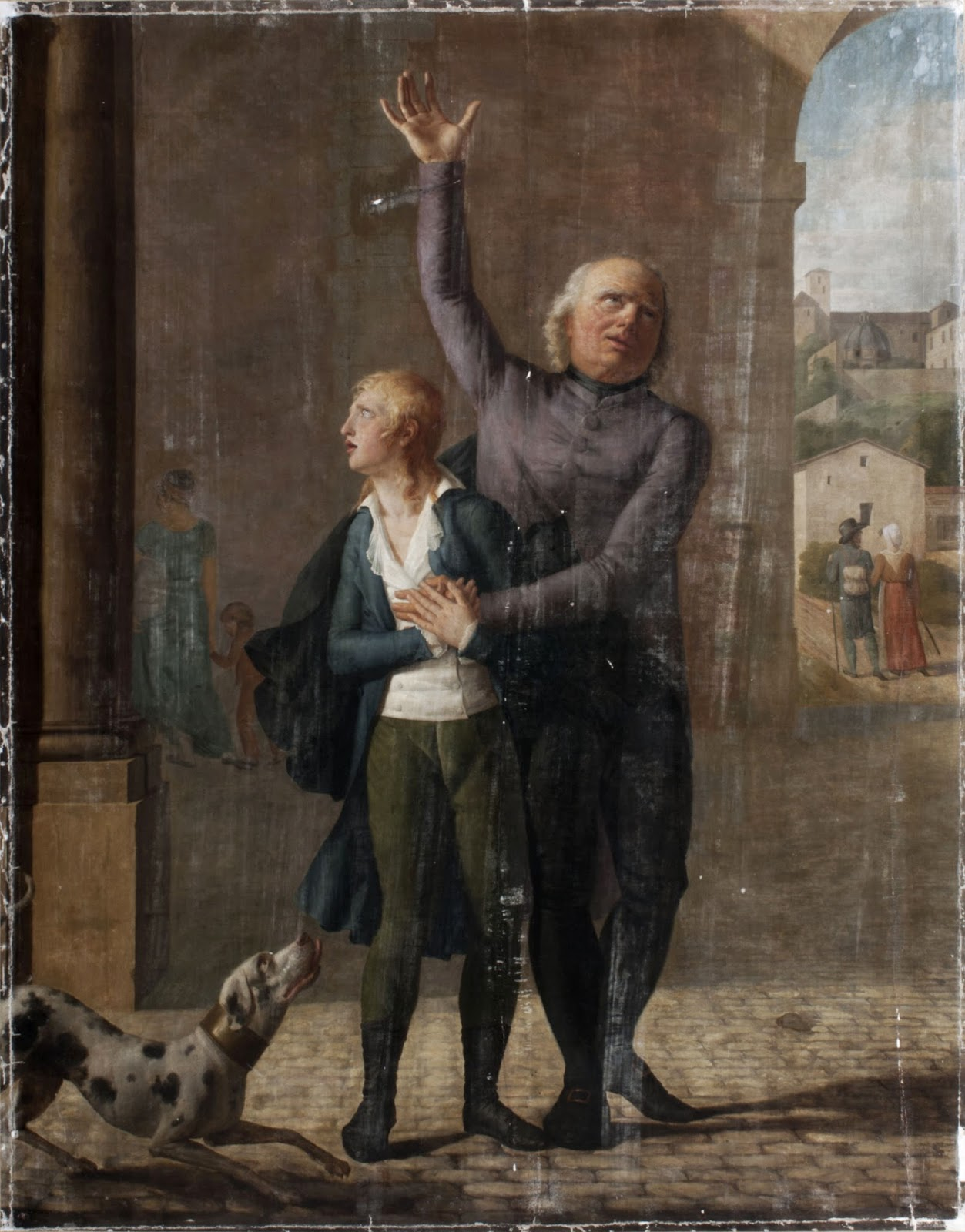
Ponce-Camus, L’abbé de l’Épée et le sourd-muet Joseph, dit le comte de Solar, 1802 (Institut national des jeunes sourds de Paris)

L'Affaire Solar est une affaire judiciaire qui s'est déroulée au XVIIIe siècle.
Le 1er août 1773, au soir, sur le chemin de Péronne, près du village de Cuvilly (Oise), on découvre un enfant de 10 à 12 ans, étendu sans connaissance. Le jeune inconnu, sourd et muet, est successivement confié à l'hôpital Bicêtre, puis à l'Hôtel-Dieu à Paris, puis il sera recueilli en janvier 1776 par l’abbé de l’Épée qui se chargera de son éducation. Après des recherches, celui-ci est persuadé d’avoir établi l’identité de son protégé : il s’agirait d’un certain Joseph de Solar.
Officiellement, Joseph est décédé de la petite vérole près de Toulouse le 28 janvier 1774. Sa mère, la veuve de Solar, l’avait confié à Cazeaux, un étudiant en droit, pour le mener chez un médecin célèbre, aux eaux de Bagnères-de-Bigorre.
Pour la justice, il ne fait alors pas de doute que la comtesse (décédée depuis) aurait demandé à Cazeaux de faire disparaître son fils. Cazeaux est arrêté et clame son innocence.
Elie de Beaumont, juriste réputé, est persuadé de l’erreur judiciaire. Il demande à Guillaume Tronson du Coudray de se charger de sa défense.
Malgré la personnalité de la partie adverse, le jeune avocat, dont c’est la première grande affaire, réussit brillamment à faire relaxer Cazeaux et la mort naturelle du comte de Solar est confirmée.
Le jeune sourd et muet s’engagera par la suite dans un régiment de dragons et mourra en pleine bataille, faute d’avoir entendu l’ordre de faire retraite.
Un téléfilm, L'Enfant du secret (2006), retrace l'affaire Solar mais prend beaucoup de libertés avec la vérité.